# Conqueyrac
Conqueyrac es una población y comuna francesa, situada en la región de Languedoc-Rosellón, departamento de Gard, en el distrito de Le Vigan y cantón de Saint-Hippolyte-du-Fort.

## Demografía
| 91 | 83 | 82 | 123 | 133 | 122 |
| Para los censos de 1962 a 1999 la población legal corresponde a la población sin duplicidades (Fuente: INSEE [Consultar]) |    |    |     |     |     |